# الدين في لاوس
تعد البوذية الثيرافادية الديانة الأكبر والأكثر سيادة في لاوس، وتمثل البوذية الثيرافادية جوهر الهوية الثقافية اللاوسية، والرمز الوطني للاوس هو إسطبة فا ذات لوانغ، وهي إسطبة ذات قاعدة هرمية تتوج بتصوير زهرة اللوتس المغلقة، وقد بنيت لحماية آثار بوذا. يعتنق هذه الديانة حوالي 66% من السكان، إذ تعتنق جميع الشعوب العرقية أو سكان «الأراضي المنخفضة» في لاوس (اللاو لم واللاو لوم) البوذية الثيرافادية، ويشكلون أكثر من 50% من السكان. ينتمي باقي السكان إلى ما لا يقل عن 48 مجموعة عرقية مختلفة. تعتنق معظم هذه المجموعات العرقية الديانات التايلندية الشعبية، مع معتقدات تختلف اختلافًا كبيرًا بين المجموعات.
تُعد ديانة تاي الشعبية هي الديانة السائدة بين الجماعات الشمالية من شعب التاي، مثل التاي دام والتاي دانج، وكذلك بين جماعات مون-خمير والتبتيين البورميين. حتى بين سكان الأراضي المنخفضة في لاو، اندمجت العديد من المعتقدات الدينية ما قبل البوذية في ممارسة البوذية الثيرافادية. يشكل الكاثوليك والبروتستانت ما بين 1-2% من السكان، وتشمل الأقليات الدينية الأخرى البهائية والإسلام والبوذية الماهايانا والكونفوشيوسية، إضافة إلى عدد قليل جدًا من المواطنين الملحدين أو الاأدريين.
منعت الحكومة الأجانب من التبشير، إلا أن بعض الأجانب المقيمين المرتبطين بالأعمال التجارية الخاصة أو المنظمات غير الحكومية شاركوا بصمت في الأنشطة الدينية. تتولى الجبهة اللاوسية للبناء الوطني مسؤولية الشؤون الدينية داخل البلاد، وينبغي على جميع المنظمات الدينية داخل لاوس التسجيل لديها.

## الخلفية التاريخية
تعد البوذية الثيرافادية بلا شك الديانة المنظمة الأكثر بروزًا في البلاد، إذ يوجد حوالي 5000 معبد يمثل محور الممارسة الدينية ومركز الحياة المجتمعية في المناطق الريفية. بقي التقليد الديني قويًا في معظم قرى الأراضي المنخفضة في لاوس. يقضي معظم الرجال البوذيين جزءًا من حياتهم كرهبان مبتدئين في المعابد، حتى لو كان ذلك لبضعة أيام فقط.
يبلغ عدد الرهبان في البلاد حوالي 22,000 راهب، منهم حوالي 9000 راهب برتبة «راهب كبير» ما يدل على سنوات من الدراسة في المعابد. يوجد حوالي 450 راهبة، غالبيتهن من النساء الأكبر سنًا والأرامل، يقمن في معابد في جميع أنحاء البلاد. يخضع النظام البوذي لإشراف بطريرك أعلى يقيم في فيينتيان ويشرف على أنشطة المكتب المركزي للرهبنة، وهو هو ثامساسابهات.
تنتمي البوذية اللاوية إلى تقاليد ثيرافادا، وتعد البوذية الثيرافادية المذهب السائد في ميانمار وتايلاند وكمبوديا المجاورة. يعد ذات لوانغ، وهو إسطبة على الطراز اللاوي، النصب التذكاري البوذي الأكثر قداسة في لاوس وموقع المهرجانات والمعارض الوطنية المهمة في شهر نوفمبر.
يعد وات (المعبد) بالنسبة لشعب لاو لوم أحد النقطتين المحوريتين في حياة القرية (والأخرى هي المدرسة). يوفر الوات رمزًا لهوية القرية ومكانًا لإقامة الاحتفالات والمهرجانات. اعتاد الرهبان في الوات توفير التعليم الأساسي لأطفال القرية الذكور قبل إنشاء المدارس العلمانية. تكاد كل قرية في الأراضي المنخفضة أن تمتلك واتًا، وبعضها يمتلك اثنين. يجب أن يحتوي الوات على أقل تقدير على مبنى سكني للرهبان والمتدربين (فيهان)، ومبنى رئيسي يضم تماثيل بوذا (سيم)، والذي يستخدم لعقد اجتماعات القرية العلمانية وكذلك جلسات الصلاة. تختلف المباني اعتمادًا على ثروة ومساهمات القرويين، من هياكل بسيطة من الخشب والخيزران إلى أبنية كبيرة مزخرفة من الطوب والخرسانة المزينة بلوحات جدارية ملونة وسقوف من البلاط على شكل منحنى ناجا، الثعبان الأسطوري أو تنين الماء. تدير لجنة إدارية مكونة من كبار السن المحترمين الشؤون المالية والتنظيمية للوات.
لا تحتفل الطقوس البوذية عمومًا بالأحداث الدورية في حياة الفرد، باستثناء الموت. قد تكون مراسم الجنازة معقدة نوعًا ما إذا سمحت الظروف المادية للعائلة، ولكنها تكون بسيطة نسبيًا في المناطق الريفية. يرقد الجثمان في نعشه بالمنزل لعدة أيام، حيث يصلي الرهبان ويتوافد الزوار لتقديم التعازي للعائلة ومشاركة الطعام والشراب. وبعد هذه الفترة، ينقل الجثمان في النعش إلى مكان الحرق ويحرق الجثمان بحضور الرهبان، ثم يدفن الرماد في ضريح صغير على أرض الوات.
دمجت مدرسة ثامايود للبوذية رسميًا في مدرسة ماها نيكاي السائدة لممارسة البوذية بعد عام 1975، إلا أنها بقيت تحتفظ بمتابعين في البلاد. يقال إن رؤساء أديرة ورهبانًا من عدة معابد، خاصة في فيينتيان، يتبعون مدرسة ثامايود، التي تؤكد بشكل أكبر على التأمل والانضباط.
يوجد في فيينتيان أربعة معابد بوذية ماهيانا، يخدم اثنان منهم المجتمع الفيتنامي العرقي ويخدم الآخران المجتمع الصيني العرقي. زار الرهبان البوذيون من فيتنام والصين والهند هذه المعابد بحرية لإقامة الشعائر الدينية وخدمة المصلين. يوجد ما لا يقل عن أربعة معابد بوذية ماهيانا كبيرة في مراكز حضرية أخرى ومعابد ماهيانا أصغر في القرى الواقعة بالقرب من حدود فيتنام والصين.

## المسيحية
تعد المسيحية ديانة أقلية في لاوس. تشمل الكنائس الثلاث المعترف بها في لاوس: الكنيسة الكاثوليكية، والكنيسة السبتية، والكنيسة الإنجيلية اللاوية.
يبلغ عدد أعضاء الكنيسة الكاثوليكية حوالي 45,000 عضوًا، وكثير منهم من أصل فيتنامي، ويتركزون في المراكز الحضرية الرئيسية والمناطق المحيطة بها على طول نهر ميكونغ في المناطق الوسطى والجنوبية من البلاد. تعد الكاثوليكية وجودًا راسخًا في خمس من أكثر المقاطعات الجنوبية والوسطى اكتظاظًا بالسكان، ويمكن للكاثوليك ممارسة العبادة علنًا، بينما تكون أنشطة الكنيسة أكثر تقييدًا في الشمال. جرى الاستيلاء على ممتلكات الكنيسة في لوانغ برابانغ بعد عام 1975، ولم يعد هناك دار كهنوت في تلك المدينة. أعد مركز تدريب كاثوليكي روماني غير رسمي في ثاكيك عددًا صغيرًا من الكهنة لخدمة المجتمع الكاثوليكي.
تقدم حوالي 400 جماعة بروتستانتية الخدمات الدينية في جميع أنحاء البلاد لمجتمع نمت أعداده بسرعة في العقد الماضي. يقدر المسؤولون الكنسيون عدد البروتستانت بحوالي 100,000 نسمة، وينتمي العديد من البروتستانت إلى مجموعات عرقية من مون-خمير، خاصة الخمو في الشمال والبرو في المقاطعات الوسطى. نما عدد البروتستانت بسرعة في مجتمعات المونغ والياو أيضًا.
جذبت البروتستانتية في المناطق الحضرية العديد من أتباع اللاو في الأراضي المنخفضة. يتركز معظم البروتستانت في بلدية فيينتيان، وفي مقاطعات فيينتيان، وسايابورى، ولوانغ برابانغ، وشيانغ خوانغ، وبوليخامساي، وسافانناكيت، وتشامباساك، وأتابيو، وفي المنطقة الخاصة السابقة سايسومبون أيضًا، إضافةً إلى جماعات أصغر في جميع أنحاء البلاد. لا تعترف الجبهة اللاوسية للبناء الوطني رسميًا إلا بجماعتين بروتستانتيتين هما الكنيسة الإنجيلية اللاوية وكنيسة السبتيين، ويطلب من جميع الجماعات المسيحية غير الكاثوليكية العمل تحت إطار إحدى هاتين المنظمتين.
يبلغ عدد السبتيين حوالي أكثر من 1000 فرد في جميع أنحاء البلاد، مع وجود تجمعات في بلدية فيينتيان، بالإضافة إلى محافظات بوكيو وبوليخامساي وتشامباساك ولوانغ برابانغ وشيانغ كوانغ. تشمل الطوائف المسيحية التي لها بعض الأتباع في البلاد، ولكنها غير معترف بها من قبل الحكومة، الميثوديين، وشهود يهوه، وكنيسة المسيح، وجمعيات الله، واللوثريين، وكنيسة يسوع المسيح لقديسي الأيام الأخيرة (المورمون)، والمعمدانيون. لا تتوفر أعداد الأعضاء الرسمية.